# Cubero (Nuevo México)
Cubero es un lugar designado por el censo ubicado en el condado de Cíbola en el estado estadounidense de Nuevo México. En el Censo de 2010 tenía una población de 289 habitantes y una densidad poblacional de 11,89 personas por km².

## Geografía
Cubero se encuentra ubicado en las coordenadas 35°5′25″N 107°31′35″O / 35.09028, -107.52639. Según la Oficina del Censo de los Estados Unidos, Cubero tiene una superficie total de 24,31 km², cuya totalidad corresponden a tierra firme.

## Demografía
Según el censo de 2010, había 289 personas residiendo en Cubero. La densidad de población era de 11,89 hab./km². De los 289 habitantes, Cubero estaba compuesto por el 38,41% blancos, el 0,35% eran afroamericanos, el 13,15% eran amerindios, el 43,6% eran de otras razas y el 4,5% pertenecían a dos o más razas. Del total de la población el 76,82% eran hispanos o latinos de cualquier raza.